# Petr Luxa
Petr Luxa (Praga, 3 de marzo de 1972) es un exjugador de tenis checo. Logró 3 títulos de dobles en 5 finales disputadas alcanzando el puesto Nº46 del ranking mundial.

## Títulos

### Dobles
| Leyenda                |
| Grand Slam (0)         |
| Tennis Masters Cup (0) |
| ATP Masters Series (0) |
| ATP Tour (3)           |

| N.º | Fecha | Torneo | Superficie    | Pareja         | Oponentes en la final       | Resultado     |
| --- | ----- | ------ | ------------- | -------------- | --------------------------- | ------------- |
| 1.  | 2001  | Munich | Tierra batida | Radek Štěpánek | Jaime Oncins Daniel Orsanic | 5-7 6-2 7-65  |
| 2.  | 2002  | Múnich | Tierra batida | Radek Štěpánek | Petr Pála Pavel Vízner      | 6-0 6-74 11-9 |
| 3.  | 2003  | Milán  | Carpeta       | Radek Štěpánek | Tomáš Cibulec Pavel Vízner  | 6-4 7-64      |